# 20309 Батальден
20309 Батальден (20309 Batalden) — астероїд головного поясу, відкритий 31 березня 1998 року.
Тіссеранів параметр щодо Юпітера — 3,452.